# Wonder Momo
Wonder Momo este un joc video de tip beat 'em up dezvoltat și publicat de Namco în 1987 pentru arcade. Jocul a devenit cunoscut pentru stilul său unic și pentru protagonistul său, Momo, care devine un super-erou pentru a înfrunta diverse amenințări.

## Istoria Dezvoltării
Wonder Momo a fost dezvoltat de Namco, o companie japoneză renumită pentru contribuțiile sale la industria jocurilor video, inclusiv titluri iconice precum Pac-Man și Galaga. Lansat inițial în arcade în 1987, Wonder Momo a fost proiectat să atragă jucătorii prin combinația sa de elemente de joc platformer și beat 'em up, toate într-un decor colorat și vibrant.

## Gameplay
Jocul se desfășoară pe o scenă de teatru, unde Momo trebuie să lupte împotriva inamicilor care intră pe scenă. Jucătorul controlează pe Momo, care începe ca o fată normală, dar poate să se transforme în Wonder Momo, un super-erou, atunci când colectează o anumită cantitate de energie (indicat de un contor de energie).

### Controlul și Abilitățile
- Mișcări de bază: Momo poate sări și să lovească inamicii cu picioarele.
- Transformarea: Atunci când contorul de energie este plin, Momo se transformă în Wonder Momo, dobândind abilități suplimentare precum atacuri energetice și o creștere a puterii de atac.
- Atacurile: În formă de super-erou, Momo poate lansa un atac special, un cerc energetic, care poate lovi mai mulți inamici simultan.

### Inamicii
Inamicii din Wonder Momo variază de la simpli ticăloși până la șefi mai puternici. Fiecare nivel aduce o nouă varietate de provocări și adversari, care necesită strategii diferite pentru a fi învinși.

## Grafică și Sunet
Wonder Momo se remarcă prin grafica sa vibrantă și stilul său distinctiv. Personajele sunt desenate într-un stil anime, iar animațiile sunt fluide și expresive. Sunetul joacă un rol important în joc, muzica și efectele sonore contribuind la atmosfera generală a jocului.

## Popularitate și Impact
Deși Wonder Momo nu a avut un succes comercial comparabil cu alte titluri ale Namco, jocul a câștigat o bază de fani loiali datorită stilului său unic și personajului său carismatic. În Japonia, Wonder Momo a devenit un fel de cult classic, inspirând adaptări în alte medii.

## Adaptări și Aplicații Ulterioare
Wonder Momo a fost adaptat în diverse forme media, inclusiv în benzi desenate și anime. În 2014, ShiftyLook, o subsidiară a Namco Bandai, a lansat un webcomic și o serie anime scurtă bazată pe joc.

### Webcomic și Serie Anime
- Webcomic: Lansat în 2012, webcomic-ul Wonder Momo a modernizat povestea originală, păstrând în același timp elementele cheie care au făcut jocul popular.
- Anime: În 2014, o mini-serie anime bazată pe webcomic a fost lansată, aducând personajele și povestea în atenția unei noi generații de fani.